# Oudenaarde
Oudenaarde (tiếng Pháp Audenarde, tiếng Anh đôi khi gọi là Oudenarde) là một đô thị ở tỉnh Oost-Vlaanderen. Đô thị này bao gồm thành phố  of Oudenaarde và các thị xã Bevere, Edelare, Eine, Ename, Heurne, Leupegem, Mater, Melden, Mullem, Nederename, Volkegem, và Welden.
Từ thế kỷ 15 đến thế kỷ 18, nhưng đặc biệt vào thế kỷ 16, Oudenaarde nổi tiếng với ngành sản xuất thảm.

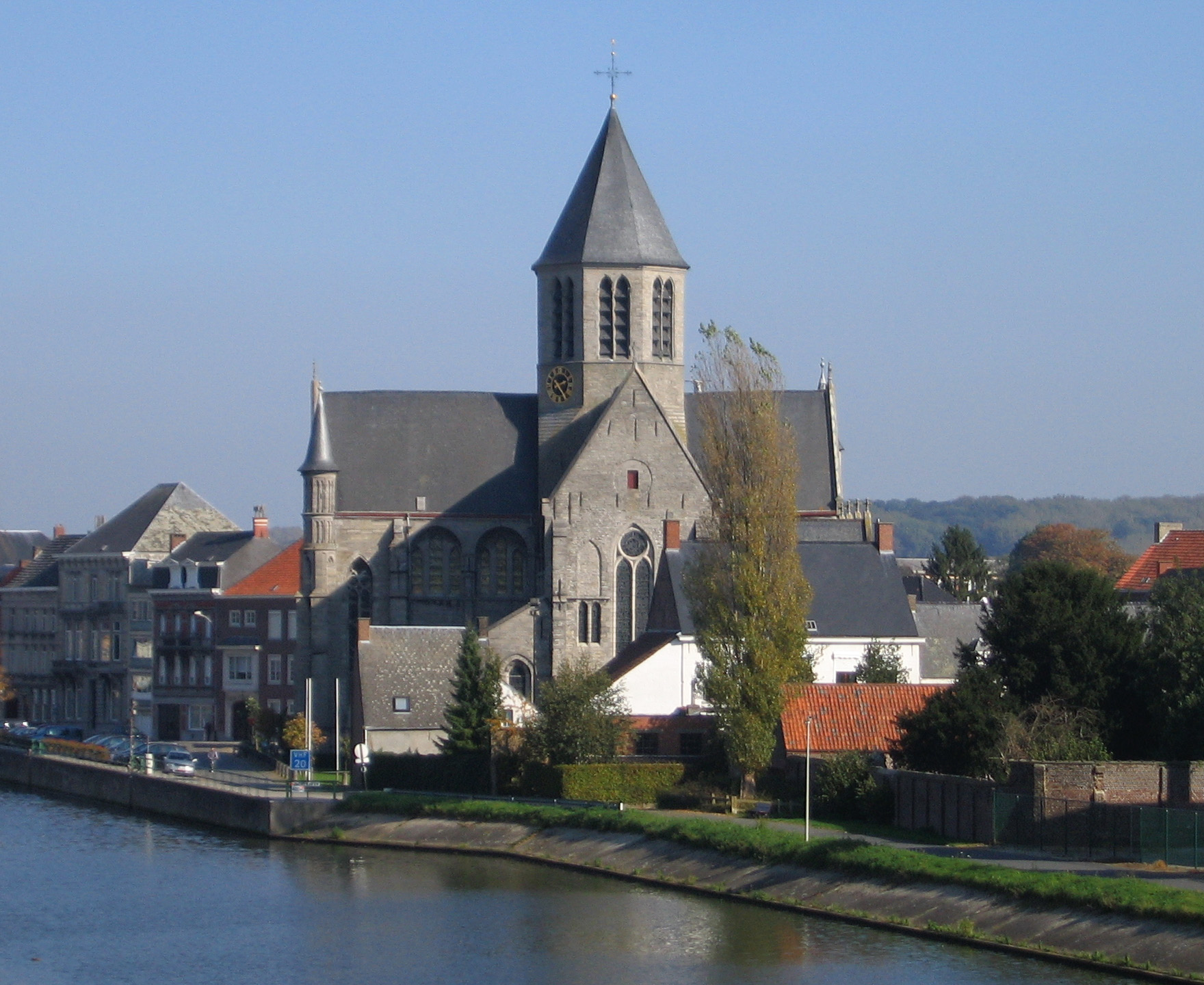
Giáo đường Đức Bà Pamele

Tòa thị chính Oudenaarde theo phong các Gothic và tháp chuông đã được UNESCO công nhận là di sản thế giới năm 1999.  Giáo đường Đức Bà Pamele, bắt đầu xây vào năm 1234 bên bờ Scheldt, và giáo đường St Walburga gần quảng trường là những công trình nổi bật.

## Dân địa phương nổi tiếng
- Arnold of Soissons, thánh (1040-1087)
- Margaret of Parma (1522-1586)
- Johannes van den Driesche (1550-1616)
- Charles Liedts, nhà chính trị (1802-1878)
- Gentil Theodoor Antheunis, nhà thơ, (1840-1907)
- Reimond Stijns, nhà văn (1850-1905)
- Adriaen Brouwer, họa sĩ (1605-1638)
- André Dierickx, cu rơ (sinh năm 1946)
- Jotie T'Hooft, nhà thơ (1956-1977)

## Thành phố  kết nghĩa
- Pháp: Arras
- Hà Lan: Bergen op Zoom
- România: Buzău
- Ý: Castel Madama
- Đức: Coburg
- Anh Quốc: Hastings